# Saicella perkinsi
Saicella perkinsi är en insektsart som beskrevs av Polhemus 2000. Saicella perkinsi ingår i släktet Saicella och familjen rovskinnbaggar. Inga underarter finns listade i Catalogue of Life.